# Институт за политичке студије
Институт за политичке студије (ИПС) у Београду је научна установа из области друштвених наука, основана Одлуком Владе Републике Србије 1968. године, која од 1978. године делује самостално.
Стални је члан Заједнице института у Србији. Бави се истраживањем и објављивањем научних радова везаних за политичке науке, посткомунистичку транзицију и балканске студије.
У оквиру научно-истраживачких активности сарађује са универзитетима, бави се школовањем кадрова и пружа истраживачко-развојне услуге, као што су: консултантске услуге, истраживање јавног мњења, медија.

## Историја
Институт за политичке студије у Београду је 4. јануара 1968. године основала је Висока школа политичких наука, као своју посебну научно-истраживачку јединицу. После процеса прерастања Високе школе политичких наука у Факултет политичких наука Универзитета у Београду (ФПН), Законом о Факултету, Институт је регистрован код Окружног привредног суда у Београду као Институт за политичке студије Факултета политичких наука. После раздвајања (уговорног) од матичног факултета, Институт за политичке студије је од 1978. године стекао статус самосталне установе од националног значаја чији је оснивач Влада Републике Србије.
Почетком деведесетих година 20. века ИПС је остварио следеће макропројекте:
- Конституисање Србије као модерне правне државе, у периоду од 1990—1995;
- Политички живот и политичке институције у Србији на прелазу из 20. у 21. век (период од 1995. до 2000);
- Социјална политика, породица и деца у Србији на прелазу из 20. и 21. век (реализован до краја 2000).

У оквиру ових истраживачких пројеката Института, као водеће установе за политичке студије у Србији, настао је велики број обимних монографија, као и велики број чланака и прилога.
У раздобљу од 1990 — 2000. године већи део истраживачке делатности Института, остваривао се путем реализације два петогодишња пројекта: Конституисање Србије као модерне правне државе (1990 — 1995. заједно са Правним факултетом у Београду) и Политички живот и политичке институције у Србији на прелазу из 20. и 21. века, на којима је настало више десетина монографија и велики број истраживачких чланака у научним зборницима. Овде се као најзначајнији доприноси издвајају следеће научне студије :
1. Нове странке Србије - документи нових политичких странака и група у Србији, изд. 1990, проф. Вукашина Павловића, проф. Слободана Антонића, др Живојина Ђурића и др Србобрана Бранковића.
2. Рађање јавног мњења и политичких странака у Србији, изд. 1992. проф. Мирослава Печујлића, проф. Владимира Милића и др Србобрана Бранковића.
3. Либерализам, популизам и демократија, изд. 1992. проф. Милана Матића.
4. Србија између ауторитаризма и демократије, изд. 1994., проф. Слободана Антонића, др Дарка Маринковића и др Милана Јовановића.
5. Политички систем — теорије и принципи, изд. 1994. проф. Милана Матића и проф. Милана Подунавца.
6. енгл. , изд. 1995. др Србобрана Бранковића.
7. Социолошке теорије, изд. 1994, проф. Михаила Пешића.
8. Локална самоуправа, изд. 1998. проф. Радивоја Маринковића.
9. Српска политичка традиција, изд. 1998. проф. Милана Матића.
10. Српске политичке странке и покрети у 19. и 20. веку, изд. 2000. др Драгана Суботића и др Живојина Ђурића.[а]

Уз ове постигнути су и други научни резултати на страним језицима.
Данашња истраживања обухватају разматрања демократских и националних капацитета институција Србије, посебно у процесима међународних интеграција. Анализа се посебно усмерава на функционисање политичког система, односно на истраживање друштвених, политичких и међународних детерминанти, варијабли, фактора и капацитета установа, посебно политичких, за постизање стратешких циљева, нарочито оних усмерених на очување националних интереса и процес интеграције.
Основни постављени циљеви данашњих анализа и проучавања се односе на процесе модернизације, усклађивања законодавства са европским, проблематику очувања и развоја националног и државног идентитета и анализе угрожавања националног интереса и националне безбедности. У новије време посебно место, поред традиционалних анализа у оквирима политичког система и друштвених односа, добија и проучавање дипломатије и спољне политике Србије. У оквиру пројекта Министарства просвете, науке и технолошког развоја Републике Србије, међу више књига, урађена је и објављена 2013. године монографија Дипломатија аутора проф. др Игор Јанева. и Миодрага Д. Перића.

## Часописи
ИПС издаје самостално следеће часописе:
- Српска политичка мисао (енгл. Serbian Political Thought). Излази од 1994. године, шест пута годишње. ISSN 1450-5460 = Српска политичка мисао; COBISS.SR-ID 102782215.[12]
- Политика националне безбедности (енгл. The Policy of Nacional Security). Излази од 2013. године, три пута годишње. ISSN 2334-959X = Политика националне безбедности; COBISS.SR-ID 203583500.[13]
- Политичка ревија, првобитно „Политичке свеске“. Почеле су да излазе још 1968. године. Средином 1990-их поново су покренуте у форми годишњака. Часопис добија данашњи назив 2002. године. Објављује резултате истраживања јавног мњења, радове из новије политичке историје, комуникологије и других области модерних политичких наука. Излази четири пута годишње. ISSN 0554-5226 = Политичка ревија; COBISS.SR-ID 105060364.[14]
- Национални интерес. Часопис је покренут 2005. године, поводом 200. годишњице савремене српске државности. Излази три пута годишње. ISSN 1820-4996 = Национални интерес; COBISS.SR-ID 125448460.[15]

Поред тога, Институт за политичке студије је суиздавач више часописа.